# Parmastomyces umbrinus
Parmastomyces umbrinus är en svampart som beskrevs av Corner 1989. Parmastomyces umbrinus ingår i släktet Parmastomyces och familjen Fomitopsidaceae.   Inga underarter finns listade i Catalogue of Life.